# El Reboller
El Reboller és una muntanya de 1.253 metres que es troba al municipi de la Vansa i Fórnols, a la comarca de l'Alt Urgell.